# 15 Pułk Artylerii Lekkiej (PSZ)
15 Pułk Artylerii Lekkiej (15 pal) – oddział artylerii lekkiej Polskich Sił Zbrojnych.
Pułk był organiczną jednostką artylerii 4 Dywizji Piechoty.

## Formowanie i przekształcenia organizacyjne
Sformowany wraz z macierzystą dywizją na mocy rozkazu Naczelnego Wodza nr 150/tjn. Org/45 z dnia 15 lutego 1945 roku. Pułk o trakcji ciągnionej wchodził w skład 4 Dywizji Piechoty w Wielkiej Brytanii. Osiągnął pod koniec maja 1945 r. stan etatowy 37 oficerów i 648 szeregowych. Oficerowie i podoficerowie oraz mała grupa kanonierów wywodziła się z jednostek artylerii dawnej 1 Dywizji Grenadierów, 2 Dywizji Strzelców Pieszych przybyłych z internowania w Szwajcarii, oraz z oficerów 1 pułku artylerii motorowej i 2 pułku artylerii motorowej 1 Dywizji Pancernej. Większość kanonierów wywodziła się z Polaków byłych jeńców z armii niemieckiej. Rozformowany w kwietniu 1947 roku.

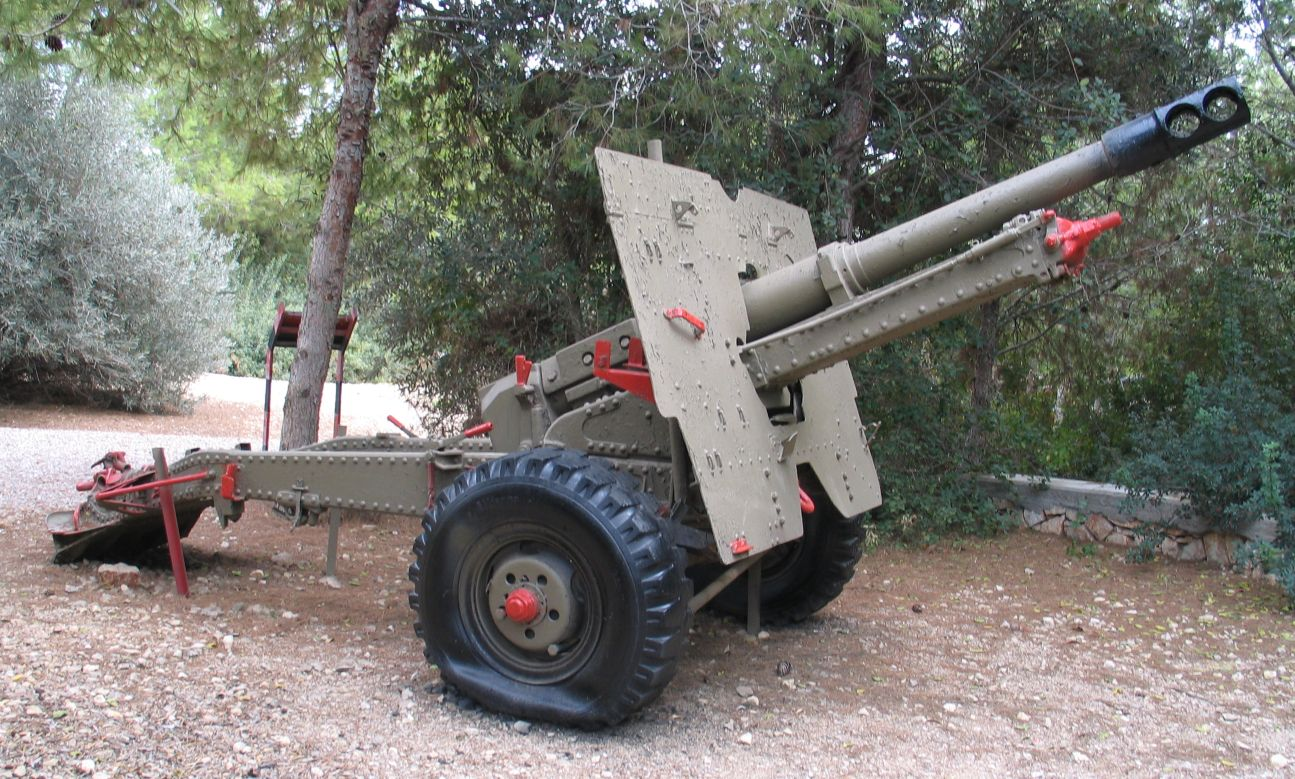
Angielska haubicoarmata 25-funtowa

## Organizacja i obsada personalna[2]
- Dowództwo
- dowódca – ppłk Stanisław Hackiel
  - zastępca dowódcy – mjr art. Alfred Prager
  - adiutant pułku - por. Józef Kiczan
  - kwatermistrz - mjr Gostyński
  - dowódca baterii dowodzenia - por. Stanisław Ładomirski, por. Stanisław Biernacki
- dowódca I dywizjonu – mjr Wacław Chocianowicz
  - zastępca dowódcy dywizjonu -
  - dowódca 1 baterii - por. Aleksander Świercz
  - dowódca 2 baterii - por. Roman Sienkiewicz, por. Antoni Murzyc
- dowódca II dywizjonu – kpt. Bogdan Więckowski, kpt. Antoni Godzielski
  - zastępca dowódcy dywizjonu -
  - dowódca 3 baterii - por. Aleksander Dzianot
  - dowódca 4 baterii - por. Jan Godysz
- dowódca III dywizjonu – kpt. Franciszek Suwalski, kpt. Kasprzycki
  - zastępca dowódcy dywizjonu - por. Tadeusz Godziemba
  - dowódca 5 baterii - por. rez. inż. Roman Władysław Paradystal, por. Henryk Przedrzymirski
  - dowódca 6 baterii - por. Jerzy Chmielewski, ppor. Marian Kowalski, por. Stanisław Orpiszewski

Każdy dywizjon składał się z dwóch baterii po cztery ciągnione 87,6 mm armatohaubice.